# Marine-Lenhart-Syndrom
Als Marine-Lenhart-Syndrom wird das gleichzeitige Auftreten einer Knotenstruma mit Autonomie und einer immunogenen Hyperthyreose (Morbus Basedow) bezeichnet.
Erstbeschreiber waren die in Cleveland tätigen Chirurgen David Marine und Carl H. Lenhart im Jahr 1911. In der entsprechenden Arbeit hatten sie ihre Beobachtungen bezüglich Histopathologie und Jodgehalt von Strumen dargestellt. Darunter hatten sich auch acht Fälle befunden, in denen sie das gleichzeitige Auftreten einer Struma und eines Adenoms als zufällig gewertet hatten.
Das gleichzeitige Auftreten beider Ursachen der Überfunktion ist selten und kann die Diagnostik erschweren. Die Häufigkeit des Marine-Lenhart-Syndroms wird für Patienten mit Morbus Basedow mit 1 % angegeben.
Die Behandlung erfolgt entweder durch operative Entfernung der Schilddrüse oder durch Radiojodtherapie. Eine Therapie mit Thyreostatika kann jedoch zur Herstellung der Euthyreose zeitlich begrenzt notwendig sein.
Auch die seltene Nebenwirkung des zusätzlichen Auftretens einer immunogenen Hyperthyreose wenige Wochen nach einer Radiojodtherapie wegen einer Schilddrüsenautonomie (zum Beispiel Autonomes Adenom) wird Marine-Lenhart-Syndrom genannt. Diese Form der Überfunktion limitiert sich meistens selbst, ihre Häufigkeit wird mit 0,5 bis 1 % angegeben. In einem Teil der Fälle muss aber wegen der neu aufgetretenen Schilddrüsenüberfunktion eine zweite Radiojodtherapie durchgeführt werden.